# 埃及吹綿介殼蟲
埃及吹綿介殼蟲（学名：Icerya aegyptiaca）又名埃及吹绵蚧，为碩介殼蟲科吹綿介殼蟲屬下的一个种。

## 形态特征
该物种具有触角11节，足发达，腹部有1个近圆形的腹疤，位于腹末腹面的中区。有小多格腺。

## 分布
埃及吹绵蚧已在全球49个国家发现，特别是在印度、中国、埃及、澳大利亚、菲律宾、马来西亚等地较为常见。